# Quận Taylor, Florida
Quận Taylor là một quận thuộc tiểu bang Florida, Hoa Kỳ. Quận lỵ đóng ở Perry6. 
Dân số theo điều tra năm 2010 của Cục điều tra dân số Hoa Kỳ là 22570 người.

## Địa lý
Theo Cục điều tra dân số Hoa Kỳ, quận này có diện tích 3190 km2, trong đó có 490 km2 là diện tích mặt nước.